# Zsigmond Aranka
Zsigmond Aranka (Nagybacon, 1948. február 26.–) festő, textilművész.

## Életútja
1962 és 1967 között a marosvásárhelyi Zene- és Képzőművészeti Líceumban tanult, ahol tanárai Piskolti Gábor, Nagy Pál és Bordy András volt. 1967 és 1973 között a kolozsvári Ion Andreescu Képzőművészeti Főiskola hallgatója volt, ahol Szentimrei Judit, Bene József és Doina Hordovan tanították. Ezután a székelyudvarhelyi Zene- és Képzőművészeti Általános Iskolában, majd 1981-től a Pedagógiai Líceumban tanított festészetet. 1985-ben Székesfehérvárra költözött, itt rajztanárként dolgozott. A Székesfehérvári Művészek Társaságának tagja.
14 és fél évet New Yorkban dolgozott antik szőnyegek restaurálásával, ahol szakmai elismerést, megbecsülést kapott. Tanítványai kérésére visszatért Székesfehérvárra, de 2019-től Székelyudvarhelyen él és alkot.

## Díjak, elismerések
- 1996: Fehérvári Művészek díja; „Új Atlantisz” ajkai társaság díja, Magyarpolány.

## Egyéni kiállítások
- 1973 • Művelődési Ház, Székelyudvarhely • Megyei Múzeum, Sepsiszentgyörgy
- 1974 • Igazság szerkesztősége, Kolozsvár • Korunk Galéria, Kolozsvár • Fő utcai Galéria, Csíkszereda
- 1975 • Új Élet szerkesztősége, Marosvásárhely • Korunk Galéria, Kolozsvár (kat.)
- 1991 • Püski Galéria, Székesfehérvár
- 1992 • Városi Könyvtár, Agárd
- 1994 • Gárdonyi Városi Galéria
- 1997 • MKB Bank Képtára, Székesfehérvár
- 1998 • Pelikán Galéria [Bak Áronnal], Székesfehérvár
- 1999 • Amalthea Galéria, Verőce.
- 2020 • Hargita Megyei Hagyományőrzési Forrásközpont, Székelyudvarhely
- 2022 • Művészeti Múzeum, Kolozsvár[3]
- 2024 • Művészeti Múzeum, Kolozsvár[4]

## Válogatott csoportos kiállítások
- 1973-81 • Csíkszereda
- 1974 • Egervári művésztelep, Művelődési Ház, Zalaegerszeg • Művelődési Ház, Kovászna (RO) • Városi Múzeum, Kézdivásárhely (RO)
- 1979 • Országos Képzőművészeti Tárlat, Brassó
- 1986, 1989, 1991 • Fejér Megyei Őszi Tárlat, Uitz Terem, Dunaújváros
- 1987, 1990 • VI. Dunántúli Tárlat, Megyei Múzeum, Kaposvár
- 1987, 1988 • Fejér Megyei Őszi Tárlat, Székesfehérvár
- 1992, 1994 • Székesfehérvári Művészek Társasága, Budapesti Art Expo '94, Hungexpo
- 1995 • Gallery 27, Somerset (USA)
- 1996 • Székesfehérvári Művészek kiállítása, Sepsiszentgyörgy • Galerie Kunst Treff, Bécs
- 1997 • Millecentenáriumi kiállítás, Pelikán Galéria, Székesfehérvár
- 1997 • Székesfehérvári Művészek kiállítása, Sepsiszentgyörgy • Textil-Tér Kiállítás, Romkert, Budai Vár, Budapest
- 1998, 2000 • 1. Nemzetközi Zászlóbiennálé, Szombathelyi Képtár, Szombathely
- 2000 • I. Országos Szalagkiállítás, Szombathelyi Képtár, Szombathely.

## Művek közgyűjteményekben
Kézdivásárhelyi Múzeum, Kézdivásárhely • Nemzeti Múzeum, Bukarest • Székelykeresztúri Múzeum, Székelykeresztúr • Székelyudvarhelyi Múzeum, Székelyudvarhely • Városi Tanács, Székesfehérvár.

## Köztéri művei
- faliszőnyeg (gobelin, 1974, Sepsiszentgyörgy, Bodok Szálló)
- faliszőnyeg (kétnyüstös gyapjú, 1975, Székelyudvarhely, Korunk Galéria)
- faliszőnyeg (kétnyüstös gyapjú, 1992, Székesfehérvár, Tóparti Gimnázium)
- olajfestmény (1994, Agárd, Chernel I. Általános Iskola)